# Hermann Sand
Hermann Sand  (* 2. März 1940; † 31. Oktober 2014) war ein deutscher Buchautor und Heimatforscher.

## Leben
Hermann Sand studierte Psychologie an der Ludwig-Maximilians-Universität München (LMU). Zu Beginn seines Studiums wurde er im Corps Arminia München aktiv und 1960 recipiert. Das Studium schloss er als Diplom-Psychologe ab. Mit einer Dissertation zum Thema Das demoskopische Interview als Entscheidungsprozess wurde er 1972 von der philosophischen Fakultät der LMU zum Dr. phil. promoviert. Anschließend war er als Marktforscher tätig.
Hermann Sand und seine Frau Ingrid boten seit den 1990er Jahren Führungen zur Geschichte des Ortes und heutigen Münchner Stadtteils Solln an, wo sie seit 1983 wohnten. 1999 veröffentlichen sie ein Buch über Solln, dem weitere folgten. Die Heftreihe Sollner Hefte erschien im Eigenverlag inma Marketing. Sie widmete sich ausführlich einzelnen Themen zur Geschichte Sollns und seiner Bewohner, war anzeigenfinanziert und wurde mehrmals jährlich an die Haushalte in Solln verteilt. Bis zu seinem Tod erschienen 79 Ausgaben, danach wurde die Heftreihe von Ingrid Sand alleine noch bis zur Ausgabe 88 fortgeführt.
Hermann Sand engagierte sich bei der Gründung des bis 2017 bestehenden Sollner Einzelhändlervereins Wir Sollner, der auch Stadtteilfeste organisierte, bei der Verleihung des Sollner Bürgerpreises, beim Aufbau des Künstlerkreises Münchner Süden, sowie beim Literarischen Herbst der Stadtbücherei und bei Gesprächsrunden im Alten- und Servicezentrum Solln-Forstenried. Nach dem Mord an Dominik Brunner setzte er sich zusammen mit der Dominik-Brunner-Stiftung für die Errichtung des Mahnmals am Sollner Bahnhof ein.

## Werke (Auswahl)
- Hermann Sand, Ingrid Sand (Hrsg.): Solln – das Stadtviertelbuch. Unverhau, München 1999, ISBN 978-3-923395-12-5.
- Sollner G’schichten. inma Marketing, München 2002, ISBN 3-9807310-3-0 (Mitautorin ist Ingrid Sand).
- Sollner Ansichten – das schönste Dorf in München. inma Marketing, München 2004, ISBN 978-3-9807310-9-6.
- Hermann Sand (Hrsg.): Sollner Hefte. inma Marketing, München.